# Acharnes
Acharnes (griechisch Αχαρνές (f. pl.) altgriechisch Ἀχαρναί Acharnai) ist eine Gemeinde in der griechischen Region Attika. Für die gleichnamige Stadt wird umgangssprachlich weiterhin der bis 1915 offizielle Namen Menidi  (Μενίδι (n. sg.)) genutzt.

## Geografische Lage
Acharnes liegt am Fluss Kifisos etwa zwölf Kilometer nördlich des Stadtzentrums von Athen. Im Norden von Acharnes befindet sich der 1413 m hohe Parnitha.

## Geschichte

### Antike
In der Antike war Acharnes Zentrum des gleichnamigen größten attischen Demos. Es war der einzige Demos der Mesogeia-Trittys der Phyle Oineis und stellte 22 Buleutai (Mitglieder des Rats). Nach Thukydides befand sich Acharnes 60 Stadien – bei oder südwestlich von Menidi – von Athen entfernt. Die genauen Grenzen sind heute umstritten. Auch die von Thukydides überlieferte Zahl von 3000 Hopliten – wohl eine 1000 Hopliten bedeutende Verschreibung – muss als falsch angesehen werden. Das würde auch der normalen Relation von 42 Vollbürgern je Buleutes entsprechen.
Bei Lykopetra, südlich von Menidi, fand sich ein mykenisches Kuppelgrab, bei Nea Ionia die mykenische Siedlung Nemesis. Die für einen Demos dieser Größe zu erwartenden Einzelsiedlungen aus klassischer Zeit konnten bisher ebenso wenig gefunden werden, wie das Demenzentrum auf dem Gerovuno. Neben Landwirtschaft – Öl und Wein – gab es Kohlenbrennereien in den Wäldern des Parnes. Der Demos war von Bewässerungsanlagen umgeben.
Das Territorium war mehrfach Schauplatz gewalttätiger Auseinandersetzungen. 431 v. Chr. wurde das Land von den Spartanern verheert, 404 v. Chr. fand hier der Kampf von Thrasybulos gegen die „30 Tyrannen“ statt.
Nach Pausanias beherbergte Acharnes viele Kulte, darunter zwei Kulte der Athene. Eine weitere Kultstätte, von der lange angenommen wurde, dass sie der ursprüngliche Standort des Arestempels auf der Athener Agora war, ist durch Inschriften belegt.
Der Nachweis eines „Theaters von Acharnes“ gelang im Jahre 2007. Bisherige Vermutungen seiner Existenz basierten in der Forschung auf der nicht ganz eindeutigen Ergänzung einer Inschrift. Der Ephebeneid Lykurgs und der Eid der Athener vor der Schlacht von Plataiai wurden im Heiligtum von Ares und der Athene Areia aufbewahrt.

### Zeitgeschichte
Die Gemeinde hat offiziell den antiken Namen Acharnai beibehalten, daneben ist die neugriechische Bezeichnung Acharnes verbreitet, ebenso der Name Menidi (griechisch Μενίδι). 1981 wurden in der Stadt 41.068 Einwohner gezählt, 1991 59.658. Die Stadt verfügt über ein Gymnasium und eine Sporthalle sowie verschiedene Post- und Bankfilialen. Sie ist verkehrstechnisch an das Nahverkehrssystem des Großraums Athen angeschlossen und wird von den Europastraßen 75 (nach Thiva) und 94 (nach Korinth) berührt. Außerdem verfügt die Stadt über einen Bahnhof an der Bahnstrecke Athen–Thessaloniki.
Für die Olympischen Spiele 2004 wurde auf dem Gemeindegebiet am Fuße des Parnitha das olympische und paralympische Dorf auf einer Fläche von 1240 Quadratmetern errichtet. Das olympische Dorf beherbergte während der olympischen Spiele 16.000 Athleten und Betreuer. Während der Paralympics waren 6000 Personen in behindertengerecht ausgestalteten Gebäuden untergebracht. Nach Beendigung der olympischen Spiele Athen 2004 wurden die Gebäude dem sozialen Arbeiter-Wohnungsbau-Verband (OEK) zur Verfügung gestellt.
Anlässlich der Verwaltungsreform 2010 wurde die Nachbargemeinde Thrakomakedones eingemeindet.

## Infrastruktur
Acharnes besitzt zwei Bahnhöfe: Zum einen das Eisenbahnkreuz Acharnes, ein Turmbahnhof, in dem sich die Fernbahnstrecke Piräus–Thessaloniki und die Bahnstrecke Flughafen Athen–Patras kreuzen. Zum anderen gibt es den Haltepunkt und ehemaligen Bahnhof Acharnes, der an der Fernbahnstrecke Piräus–Thessaloniki liegt.